# 蒔田藍子
蒔田 藍子（まきた あいこ、1983年6月5日 - ）はJ:COM湘南のキャスター。東京都出身。J:COM社員として祖師ヶ谷大蔵店の店長、湘南局の報道などを経て、現在は湘南局のキャスターとして活動している。2016年、J:COM職員の男性と結婚。

## 出演番組
- デイリーニュース湘南（主に月、火、木曜を担当）
- 湘南サマーステーション
- 夕なび

## 過去の出演番組
- つながるセブン